# Metoligotoma brevispina
Metoligotoma brevispina är en insektsart som beskrevs av Davis 1938. Metoligotoma brevispina ingår i släktet Metoligotoma och familjen Australembiidae. Inga underarter finns listade i Catalogue of Life.